# Митино (Алмозерское сельское поселение)
Митино — деревня в Вытегорском районе Вологодской области.
Входит в состав Алмозерского сельского поселения (с 1 января 2006 года по 9 апреля 2009 года была центром Семёновского сельского поселения), с точки зрения административно-территориального деления — центр Семёновского сельсовета.
Расстояние до районного центра Вытегры по автодороге — 80 км, до центра муниципального образования посёлка Волоков Мост  по прямой — 29 км. Ближайшие населённые пункты — Вотолино, Ивановская, Карповская, Койбино, Кузьминка, Лойчино, Рогозино, Семёновская.
По переписи 2002 года население — 50 человек (25 мужчин, 25 женщин). Всё население — русские.